# Thư viện Jagiellońska
Thư viện Jagiellonia (tiếng Ba Lan: Biblioteka Jagiellońska, tên phổ biến Jagiellonka) là thư viện của Đại học Jagiellonia ở Kraków và với gần 6.7 triệu đầu sách, đây là một trong những thư viện lớn nhất Ba Lan, được phục vụ như một thư viện công cộng, thư viện trường đại học và là một phần của hệ thống thư viện quốc gia Ba Lan. Thư viện có một bộ sưu tập lớn các thủ bản Thời kỳ Trung Cổ, chẳng hạn như De Revolutionibus của Copernicus'  và Banderia Prutenorum của Jan Długosz, và một bộ sưu tập lớn khác của văn học underground (còn được gọi là drugi obieg hay samizdat) từ thời kỳ Cộng hòa Nhân dân Ba Lan (1945–1989). Thư viện Jagiellonia còn chứa trong mình bộ sưu tập nghệ thuật Berlinka mà tư cách pháp nhân của nó đang bị tranh chấp với nước Đức.

## Bộ sưu tập

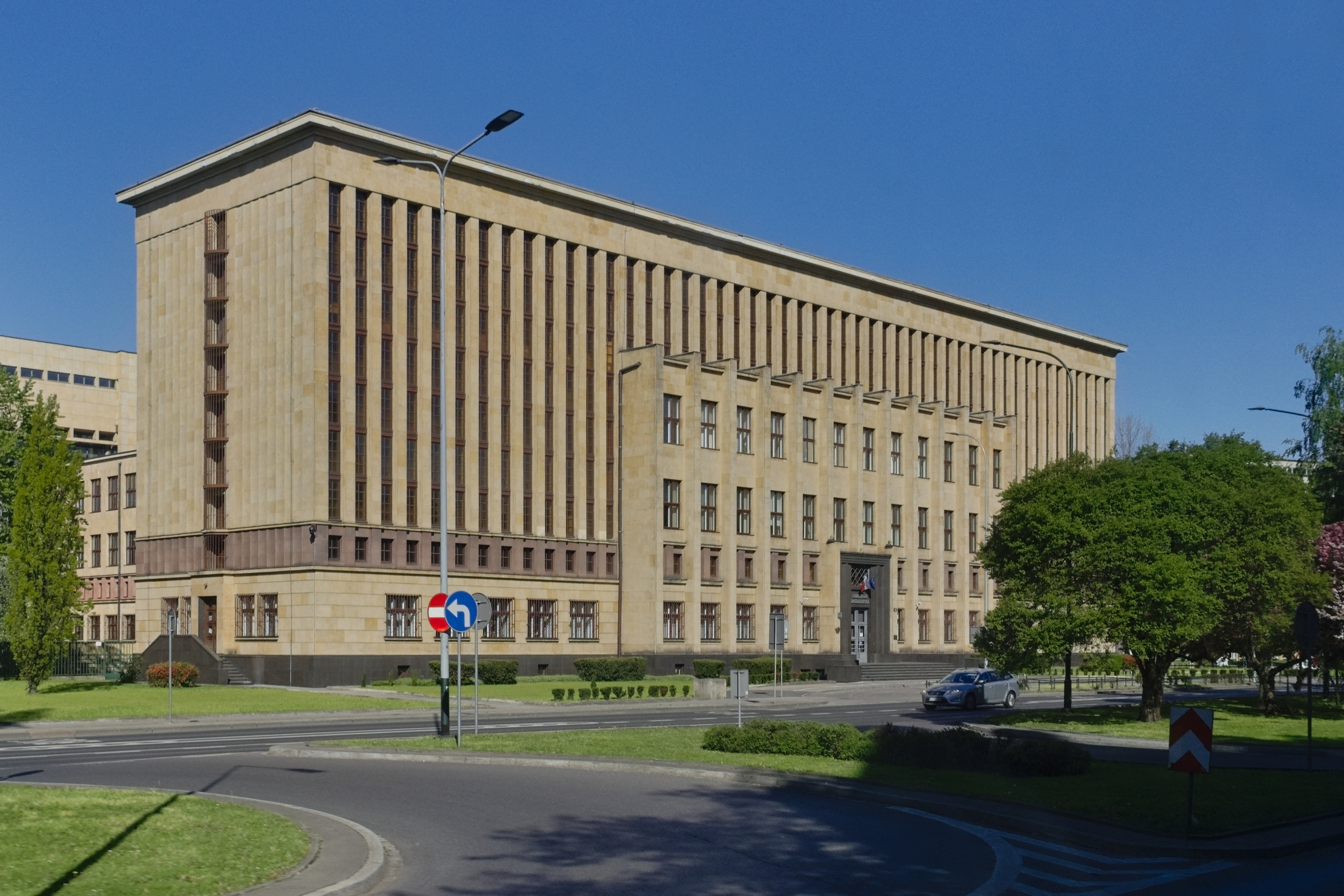
Biblioteka Jagiellońska

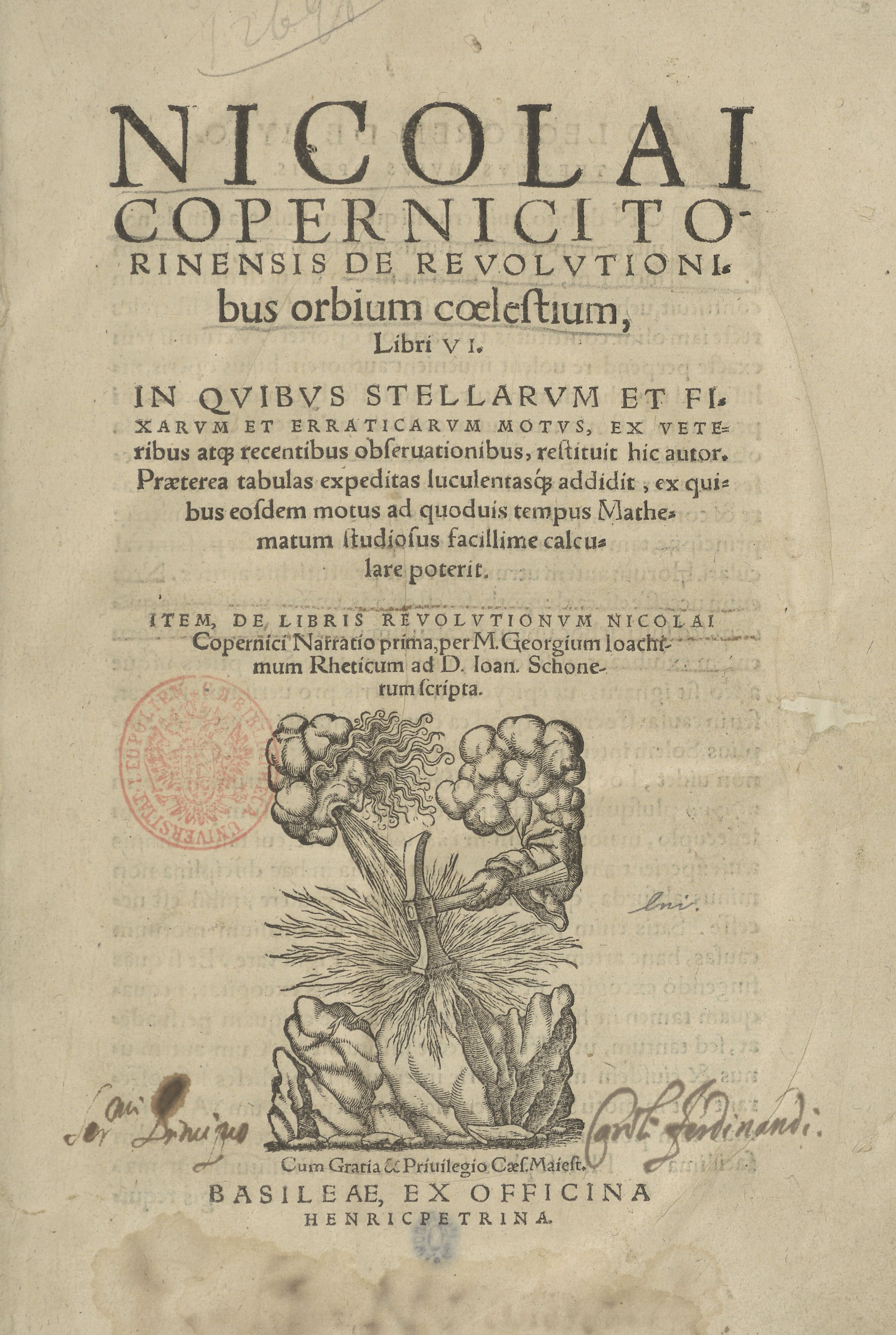
Copernicus' De Revolutionibus is one of many valuable possessions of the library

Thư viện Jagiellonia là một trong những thư viện rộng và nổi tiếng nhất của Ba Lan; trong suốt lịch sử của mình, thư viện đã nhận được nhiều đóng góp và được kế thừa nhiều bộ sưu tập cá nhân.
Bộ sưu tập của thư viện gồm 1,503,178 đầu sách chuyên khảo, 557,199 tập xuất bản phẩm định kỳ, 104,012 quyển sách in sớm, 3,586 incunabula, 24,258 thủ bản, 12,819 bản đồ, 35,105 bản nhạc, và 77,336 microforms. Trong số đó có nhiều bản nhạc có bút tích gốc của Mozart.
Đáng chú ý có các đầu sách quý hiếm thuộc sở hữu của thư viện như:
- 15th century copy of Bogurodzica
- Jan Długosz – Banderia Prutenorum
- Balthasar Behem Codex
- Paulus Paulirini de Praga – Liber viginti artium
- Nicolaus Copernicus – manuscript of De revolutionibus, and printed editions
- Rembrandt van Rijn – Faust
- Frédéric Chopin – Scherzo (E-dur)
- Stanisław Moniuszko – Trzeci śpiewnik domowy. Muzyka wokalna z towarzyszeniem fortepianu
- Stanisław Wyspiański – Wesele. Dramat w 3 aktach
- Ignacy Jan Paderewski – Stara Suita

Trong những năm từ 1990, rất nhiều đầu sách vô giá đã bị đánh cắp khỏi thư viện, được cho là để bán ở the West. Năm 1999, các tác phẩm của Galileo, Johannes Kepler và Basilius Bessarion đã bị đánh cắp; một số đã được thu hồi từ một cuộc đấu giá tại ở Đức.

## Tòa nhà thư viện
Tòa nhà hiện tại của thư viện tọa lạc tại Al. Mickiewicza 22, được xây dựng trong những năm 1931-1939 và mở rộng hai lần vào các năm 1961-1963 và 1995-2001.